# Ikúnum
Ikúnum byl králem v Asýrii v období 1867–1860 př. n. l.. Na trůn nastoupil po svém bratru Erišumu I. Byl synem předchozího krále Ilu-šummy.
Je znám jako stavitel chrámu zasvěceného bohu Ninkigalovi., dále nechal zesílit opevnění a hradby ve městě Aššúru a udržoval hospodářsky důležité kolonie (v Malé Asii a na území dnešního Turecka).